# Henri Conchy
Henri Conchy (* 4. Juli 1908 in Sisteron; † 6. Mai 1993 in Marseille) war ein französischer Fußballspieler.

## Karriere
Der Abwehrspieler Conchy begann das Fußballspielen 1920 im Kindesalter Verein Vélo Club in seinem Geburtsort Sisteron. 1925 wechselte er zu einem Klub namens Provençale de Manosque, ehe er 1928 zur Section sportive Istréenne ging. Im Jahr 1930 gelang ihm der Wechsel zu Olympique Marseille und gehörte damit einem Verein an, der 1927 französischer Pokalsieger gewesen war. Wenig später folgte ihm sein jüngerer Bruder Max Conchy (1911–1998) dorthin. 1932 schaffte das Bruderpaar mit der Mannschaft die Qualifikation für die Division 1, die in diesem Jahr als landesweite erste Liga geschaffen wurde und den Profifußball in Frankreich begründete.
Zu einer Zeit, in der Ein- und Auswechslungen noch nicht möglich waren, musste er bis zum sechsten Spieltag auf sein Profidebüt warten und kam am 23. Oktober 1932 bei einem 1:0-Sieg gegen den OGC Nizza mit 24 Jahren zu seinem ersten Einsatz auf Erstliganiveau. Danach war er fest gesetzt und verpasste in der Saison 1932/33 nur noch eine einzige Partie. Auch in den nachfolgenden Jahren blieb er Stammspieler und verbuchte eine Reihe von Erfolgen, beginnend mit dem Einzug ins nationale Pokalfinale 1934. Im Endspiel war er gemeinsam mit seinem Bruder Max für die Verteidigung verantwortlich, ließ aber zwei Treffer von István Lukács zugunsten des Gegners FC Sète zu und musste daher eine 1:2-Niederlage hinnehmen. Beim Pokalendspiel 1935 erhielten die Brüder erneut das Vertrauen des Trainers, konnten einen Gegentreffer vereiteln und dank eines 3:0-Siegs gegen den Stade Rennes UC die Trophäe gewinnen. Im Sommer 1935 trennten sich die Wege der Brüder, da Max bei Red Star Paris unterschrieb, während Henri Marseille treu blieb.
1937 glückte ihm mit Marseille der Gewinn des Meistertitels, wobei letztlich das bessere Torverhältnis gegenüber dem FC Sochaux den Ausschlag gab. Ein Jahr darauf durfte er beim Pokalfinale 1938 zum dritten Mal ein Endspiel dieses Wettbewerbs bestreiten und holte mit der Mannschaft zum zweiten Mal den Titel, da die Elf mit 2:1 die Oberhand gegen den FC Metz behielt. Dazu scheiterte das Team mit dem zweiten Tabellenplatz nur knapp an der Verteidigung des Titels aus dem Vorjahr. 1939 wurde Marseille erneut Zweiter, doch im selben Jahr führte der Beginn des Zweiten Weltkriegs zur Einstellung des regulären Spielbetriebs. Anders als viele Mitspieler wurde Conchy nicht als Soldat einberufen und konnte so seine Laufbahn fortsetzen, indem er an der inoffiziell weiterhin stattfindenden Austragung der Meisterschaft teilnehmen. Allerdings spielte er in der Mannschaft kaum noch eine Rolle, woraufhin er Marseille 1940 nach 159 Erstligapartien mit einem Tor sowie zwei weiteren inoffiziellen Erstligapartien den Rücken kehrte. Er trug anschließend das Trikot eines Vereins aus dem Marseiller Vorort Château-Gombert, bei dem er in der Spielzeit 1942/43 ein weiteres Mal an der Seite seines Bruders spielte. 1943 hörte er mit dem Fußballspielen auf.